# 木崎実花
木崎 実花（きざき みか、1990年2月3日 - ）は、日本のAV女優。ベルテックプロダクション所属。

## 略歴・人物
2012年にデビューした。
イメージDVDにも複数の名前で出演している。

## 出演作品

### イメージDVD
- 国体出場JKの濡れ過ぎ開脚SEX（2012年11月16日、スパークビジョン）※「さくらみか」名義
- pure girl（2012年11月16日、TWCC）※「手塚なな」名義
- 清く正しく美しいI字バランス開脚少女 究極羞恥行為（2013年1月5日、渋谷書店.com）※「上原あかね」名義
- paipanトマト 24（2013年4月13日、渋谷書店.com）※「上原あかね」名義
- Nudist izm（2013年5月23日、INTEC Inc）※「藤本エリ」名義
- あかねの夏休み（2013年8月10日、渋谷書店.com）※「上原あかね」名義

### アダルトDVD
2012年
- 働くオンナ獲り 【タイトスーツのスレンダーOLをハメ廻せ!!】 vol.20（12月1日、プレステージ）他出演:松岡ゆう、伊織しずく、片平みき、星野ゆず、来栖千夏
- 超軟体! 現役有名体育大学の新体操選手がさらなる高みを目指してごっくんデビュー!（12月6日、DEEP'S）※「二宮美穂」名義
- 告発!千葉県○○町町内会ママさんレズいじめ 婦人会の集まりで全裸で羞恥宴会芸をさせられた僕の妻（12月20日、ROCKET）共演:小早川怜子、結城みさ ほか
- 街角美少女を、本気でヤッちゃいました。 vol.06 東京都町田市で顔射ナンパ編（12月21日、プレステージ）他出演:RENA、近藤綾奈、吉川いと、園宮萌、荻原くるみ、柳瀬ミリヤ、春野つき、須田夏希

2013年
- 女子校生ぬる×2おま●こオナニー VOL.13（1月5日、虎堂）他出演:河純ひなみ、友田彩也香、橘なお、南梨央奈、渡里麻穂
- おはズボッ! 入んないです、こんな急に…無理だってば！そこを何とかお願いしますスペシャル（1月11日（レンタル）/7月26日（セル）、アテナ映像）他出演:栗原ゆん、宮瀬リコ、初見果梨奈、西園寺れお
- 元着エロアイドル超軟体パイパン美少女 はずきみか AV解禁（1月11日、First Star）※「はずきみか」名義
- 目の前でビクビクと脈打つ勃起チンポに我慢できなくなっちゃったエステのお姉さんは僕に跨り騎乗位でメチャクチャ腰を振ってくる!!（1月18日、OFFICE K'S）他出演:日高玲奈、小橋咲、南梨央奈
- 西新宿美人OL専門マッサージ治療院 3（1月22日、MAD）他出演:茜梨乃、榎木愛、芦田さやか、佐々木まお
- 学校帰りに突然の雷雨で我が家に雨宿りしに来た娘とそのクラスメイト達。雨でビショ濡れになり透けた制服姿の彼女達にドキ!っとしてタジタジな私。 そんな私のエロ弱い心を見抜き、制服が乾くまでの間に面白がって誘惑してくる娘の友達と、ハメてしまう私は父親失格でしょうか? 3（1月24日、Hunter）他出演:くるめまゆ、長谷川しずく、成嶋このみ ほか
- 巨尻ピストンディルドオナニー（2月1日、OFFICE K'S）他出演:Maika、折原ゆうな、小橋咲、波多野結衣
- 超軟体! 現役有名体育大学の新体操選手を危険日にお貸しします!（2月7日、DEEP'S）※「二宮美穂」名義
- 高級ソープへいらっしゃい 38（2月9日（レンタル）/3月8日（セル）、クリスタル映像）他出演:美緒みくる、浅木のん、水野はるか
- 姉妹ナンパ 見た目は仲良さそうだけど本当は女としてライバルという美人姉妹のコンプレックスを競わせてHな悪戯!! 2（2月10日、ホットエンターテイメント）他出演:日向優梨、坂下えみり ほか
- 連れコンお泊り大作戦!! Vol.8 同じバイト仲良し3人（2月13日、プレステージ）共演:向井杏、坂下えみり
- ジョギング狩り-レイプ- !!（2月21日、MAD）他出演:早乙女らぶ、椎名みくる
- 「ねぇ?あたしと一緒にチャットでいっぱ〜いHなことしよ♥」 制服美少女!ピチャピチャ潮吹きLIVEチャットオナニー4時間DX vol.02（3月1日、グレイズ）他出演:河西ちなみ、小泉ミツキ、蒼乃ミク、綾瀬ルナ、相沢恋 ほか
- 仮面菩薩センジュリアン 第1巻 ブラフマー・ドミネーション編（3月8日、GIGA）
- ロリ専科 女子児●温泉旅行 パイパン湯女少女 新しいパパにお風呂でされた内緒のイタズラをママに報告した最後の夜 生中出し（3月15日、グレイズ）
- 小悪魔JK 大胆パンチラコレクション 6（3月25日、アロマ企画）他出演:友田彩也香、桜咲ひな、長谷川しずく、葵野まりん、みなもとすず
- 残酷黒淫無双劇場 EPISODE-02 残酷なる復讐!強制悪魔奴隷拷問（3月25日、ベイビーエンターテイメント）
- 温泉宿で友人・彼氏・同僚のすぐ側で感じさせられ強制本イキさせられる敏感娘（4月2日DOC）他出演:初美沙希、篠原愛、美泉咲
- 出会い系サイトで知り合った素人パイパン娘（4月4日、グローリークエスト）
- 身体能力高過ぎバク転娘が全力で抜いちゃいます!（4月11日、サディスティックヴィレッジ）共演:水谷さゆみ、蒼乃ミク、高杉レイ、青田莉乃
- ガチ本番!! 働く美人OLナンパ即挿入!!in宇都宮（4月12日、S級素人）他出演:南梨央奈、望月アリス、瀬奈ジュン、羽月希、紗奈、横山みれい、水瀬みき ほか
- 個室ビデオ店にAVJを派遣します 3（4月13日（レンタル）/5月10日（セル）、クリスタル映像）他出演:小倉もも、羽月希、若菜亜衣
- キミだけに語りかけ! ロリ校生21人!オマ●コぴちゃぴちゃ指入れ自画撮りオナニー 4時間DX vol.05（4月19日、グレイズ）他出演:芹沢つむぎ、夏来みあ、宮地由梨香、小枝ゆづ希、南えりか、前田ちえ、鈴木さとみ、白砂ゆの、早坂愛梨、立花愛佳、沢田あいり、鈴木鈴、早瀬ありす、河愛杏里、時田あいみ、水澤りの、長谷川しずく、大塚まゆ、小桜りく、双葉みか
- 日本の女性器大図鑑 私のオマ●コ見て下さい♥ 40人4時間DX vol.02（4月19日、グレイズ）他出演:板野有紀、早瀬ありす、沢田あいり、蒼乃ミク、夏目優希、佐月麻央、綾瀬ルナ、相沢恋、河愛杏里、小泉ミツキ、一ノ瀬アメリ ほか
- JK文化祭模擬店 ちら見せオナサポ喫茶 5（4月25日、アロマ企画）共演:このは、早乙女らぶ、木村つな、みなもとすず、桜いちか、茉莉もも、月丘雅
- センズリ用 美少女がエロポーズでま○こと尻穴を惜しみ無く広げ見せつけ挑発してくるDVD（4月25日、アロマ企画）他出演:大倉彩音、藤原ひとみ、茉莉もも、近藤綾奈
- 官能スペシャリスト PUSSY DRIVER 3 〜突き上げられし肉壷の奥淫〜 絶叫!ドリル放置エクステンドver.（4月25日、ベイビーエンターテイメント）他出演:宮瀬リコ、白鳥美玲、小咲みお、堀口奈津美、岩下みちる、沙藤ユリ、一ノ瀬ルカ、中野ありさ、酒井はな
- 寝取り夜這い（5月2日、グローリークエスト）他出演:春原未来、大槻ひびき、宇佐美なな
- CA候補生によるアナル就航 東京発-地獄行き（5月5日、フリーダム）共演:一ノ瀬ルカ、小嶋ジュンナ、桐原あずさ
- 息子の嫁は元新体操選手 モリ土手に我慢できない義父は、柔らかい肢体に極太チ○ポを突き立てる（5月9日、ヒビノ）
- ヒロインピンチS（5月9日、GIGA）共演:小橋咲、河純ひなみ、長澤アイミ
- 可愛い顔してデカ尻!!（5月10日、MARRION）
- JKの太股とパンチラ（5月13日、アロマ企画）他出演:芹沢つむぎ、成宮ひより、初美沙希、木村つな、みなもとすず、七瀬あさ美、柏木鈴、小倉もも、藤原ひとみ、月丘雅、茉莉もも、桜いちか、水城りあ、椿すず
- 直下型&M字パンチラ挑発 誘惑お姉さん編（5月13日、アロマ企画）他出演:水澤まお、宮瀬リコ、朝霧メイサ、川原美咲、荒木ありさ、水城りあ、雪城まどか
- アロンダイト（5月24日、GIGA）
- 表現者として数cmの角度にこだわります。（5月24日、BALTAN）
- こちら人事部 人材リサイクル課 女装レズ係（5月31日、JAMS）共演:藤沢未央
- 黒ソックスのOL 2（6月5日、フリーダム）共演:小嶋ジュンナ、一ノ瀬ルカ、桐原あずさ
- 彼氏の弟1○才に性的悪戯 未発達チ○コでしかイケないショタコン女子高生（6月6日、V&Rプロダクツ）他出演:春原未来
- 俺の可愛い妹がこんないやらしい顔でパンチラ挑発してきて、じゅぼじゅぼ指オナニーまでするハズがない!! 6（6月10日、unfinished）他出演:柏木鈴、立花さや
- 団地妻戦闘員 〜背徳の隷従〜（6月14日、GIGA）
- 近親乱交 ボクと嫁と義母と伯母。（6月15日（レンタル）/7月5日（セル）、クリスタル映像）共演:沢村麻耶、高橋美緒
- 魔法美少女戦士フォンテーヌ ドリームカプセル 2 徹底羞恥凌辱地獄 フォンテーヌ美獣化計画（6月28日、GIGA）
- 金殺し48手（7月5日、フリーダム）他出演:一ノ瀬ルカ、桐原あずさ、小嶋ジュンナ
- ヒロイン屈服 プリンセスシルフィード（7月26日、GIGA）
- キミだけに語りかけ! ロリっ娘20人!オマ●コぴちゃぴちゃ指入れ自画撮りオナニー4時間DX vol.07（8月16日、グレイズ）他出演:中谷美結、水野さやか、原千草、本澤朋美、小林るな、小泉ミツキ、南梨央奈、美之美波、瞳、綾瀬ルナ、鈴村みゆう、蒼乃ミク、小西まりえ、加藤はるき、有本紗世、矢部ひまり、荒木まい、西園寺れお、天音こころ
- 義父と娘 〜若い肉体は蜜の味〜（8月25日、サイドビー）
- 人妻オマンコどアップアクメ（9月25日、AVS collector’s）他出演:松下ひかり、鈴村みゆう、桜井あゆ
- 人材リサイクル課 女装レズ2係（9月28日、下半身タイガース/フェ地下）共演:一ノ瀬ルカ
- 真面目と卑猥の高低差がありすぎる世界（10月10日、ROCKET）共演:小早川怜子
- 女子校生15人オマ○コ指入れぴちゃぴちゃ自画撮りオナニー vol.14（10月15日、プリモ）他出演:佐々倉春音、小嶋世奈、斉木ゆあ、安達まどか、大原友美 ほか
- ヒロインマスク ティラミステリア（11月8日、GIGA）共演:美緒みくる
- ロリ専科 女子●●温泉旅行 パイパン湯女少女 生中出し 4時間（12月6日、ロリ専科）他出演:河西ちなみ、星川なつ、芹沢つむぎ、堀内かえで
- THE ソープ祭り 8時間 日本に生まれて良かったスペシャル！！（12月20日、クリスタル映像）他出演:希咲あや、水野はるか、美咲結衣、美緒みくる、東野マコ、大倉彩音、香月蘭、二葉恵、霞貴理子、芦屋静香、多山佑香、牧野絵里、北条麻妃、森下麻子、田中志乃、陽咲花音、本庄瞳、宮崎由麻、南のりか、浅木のん、吉瀬リナ、三宅ちえ、織江なつき、藤下梨花、優月良花、西野紗江、椿姫、吉澤未來、近沢ゆみえ、相川里沙、水希千里、川奈ゆり、九条雛子、星崎アンリ、月丘咲、白河雪乃
- 悪の組織開発計画　後編　SUPERLADY（12月27日、GIGA）